# ブロンクス (お笑い)
ブロンクスは、中岡倫基と唐戸浩二と野口拓郎による、かつて存在したお笑いトリオ。2001年3月結成、 2006年10月2日解散。よしもとクリエイティブ・エージェンシーに所属した。大阪NSC23期生。

## メンバー
- 中岡倫基（なかおか りんき、本名：中岡倫基（なかおか ともき）、1981年8月25日 - ）ボケ担当
大阪府枚方市出身
- 唐戸浩二（からと こうじ、本名同じ、1981年6月21日 - ）ツッコミ担当
大阪府枚方市出身
- 野口拓郎（のぐち たくろう、本名同じ、1981年5月8日 - ）ボケ担当
兵庫県宝塚市出身

## 来歴・概説
最初は中岡と唐戸がコンビで、野口は同郷の人と別のコンビを組んでいたが共に解散、そこで野口は中岡と組んでみたが二人ともボケ同士のためうまくいかず、唐戸を誘って加入させてトリオになった。
トリオ名は中岡が「ブーメラン」、唐戸が「ダンデライオン」、野口が「ブロンクス」とそれぞれ案を出し合い、それを野口の友人に「響きだけでどれがいいか」と委ねたところ「ブロンクス」と即答したことで決定した。
ネタ作成は中岡が担当、漫才が主だった。

## 単独ライブ
- 2004年02月14日 - ブロンクスの4649！ （baseよしもと/大阪）
- 2004年04月09日 - ブロンクスの3人チョケるだけ （baseよしもと/大阪）
- 2004年05月14日 - ブロンクスのリップサービス （baseよしもと/大阪）
- 2004年06月27日 - THE　BRONX Rep・SHOW （baseよしもと/大阪）
- 2004年07月24日 - ブロンクスのリップサービス （baseよしもと/大阪）
- 2004年08月20日 - THE BRONX・ESP・SHOW～ズッコケ三人組～ （baseよしもと/大阪）
- 2004年09月18日 - ブロンクスのリップサービス （baseよしもと/大阪）
- 2006年07月10日 - ブロンクス1Hソロライブ「楽しんでって!」 （baseよしもと/大阪）